# Neoraimondia
Neoraimondia é um gênero botânico da família cactaceae

## Sinonímia
Neocardenasia Backeb.

## Espécies
- Neoraimondia arequipensis
- etc.